# Catriona Kelly
Catriona Helen Moncrieff Kelly (née le 6 octobre 1959) est une universitaire britannique spécialisée dans la culture russe. Elle est professeure de russe à l'université d'Oxford et Fellow du New College d'Oxford,.
Elle a traduit en anglais la poésie de Marina Tsvetaïeva, Vladimir Maïakovski, Bella Akhmadoulina, Elena Schwarz, Olga Sedakova, etc., et des romans de Sergueï Kalendine (ru) et Leonid Borodine (ru). 